# Калязин

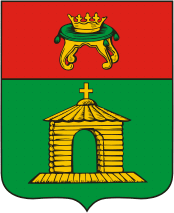
Герб (1780)

Каля́зин — город (с 1775) в Тверской области России. Административный центр Калязинского района, в составе которого образует муниципальное образование город Калязин со статусом городского поселения как единственный населённый пункт в его составе.
Население — 12 621 чел. (2021).

## Этимология
Название Калязина (в древности Колязина) связывают, по одной из версий, с боярином Иваном Колягой — богатым местным землевладельцем, который, потеряв семью, ушёл в Троицкий Макарьев монастырь и передал ему все свои владения (об этом говорится в «Житии преподобного Макария»). Его прозвище было образовано от древнерусского слова «коляга», в основе которого находится слово «коло» (круг) и которое имеет целый ряд значений в разных русских диалектах. Согласно другой версии, название города может быть связанным с угро-финским словом «кола», то есть «рыба».

## Расположение
Расположен на изгибе, правом берегу Волги (Угличское водохранилище) при впадении в неё реки Жабни. В черте города также находится устье реки Пуды.

## Транспорт
Через город проходит Савёловский радиус (Москва — Савёлово — Сонково — Мга — Санкт-Петербург) Октябрьской железной дороги. В городе имеются железнодорожные станции: Калязин и Калязин Пост. В 2012 году сгорел исторический деревянный вокзал.  Спустя 12 лет, в 2024 станция Калязин получила новое  модульное здание вокзала. От станции Калязин Пост начинается тупиковая ветка на Углич (47 км).
Автомобильной дорогой Р104 город связан с Москвой и Угличем. Автодорогой Р86 — через Кашин с Тверью, расстояние 191 км до Москвы и 162 км до Твери.
В 3 км от города функционируют авто- и железнодорожный мосты через Волгу.
Городской автобусный транспорт связывает микрорайоны Калязина с ближайшими населёнными пунктами. Маршруты: Дымово — Алфёрово, ЭЗПК — Заречье, улица Урицкого — Заречье, ЭЗПК — Чигирёво.

## История
Упоминания в летописях о первом поселении (монастырь Николы на Жабне), находящемся на месте нынешнего Калязина, относятся к XII веку. В 1339 году здесь в летописи упоминается укреплённый городок Святославле Поле, являвшийся крепостью на восточном рубеже Тверского княжества. Значение поселения возросло с основанием в XV веке Калязинско-Троицкого (Макарьевского) монастыря на противоположном берегу Волги.
Около 1468 года город посетил Афанасий Никитин, упомянувший его в своих путевых записках «Хожение за три моря».
В 1609 году под Калязином формировалось русское ополчение под предводительством Михаила Скопина-Шуйского, а также в битве под Калязином была одержана важная победа над польско-литовским войском.
В конце XVII века в район монастыря совершал свои «потешные походы» молодой Пётр I.
В конце XVII века Калязинская подмонастырская и Никольская слободы, а также село Пирогово были объединены в одну Калязинскую слободу.
В 1775 году указом Екатерины II слободе был присвоен статус уездного города.
В XVIII—XIX веках Калязин являлся значительным торговым центром, дважды в год устраивались ярмарки. С конца XIX века развиваются строительство судов, кузнечный промысел, валяльное и кружевное дело. По Волге сплавлялись товары. Дома калязинских купцов составили центр современного города.

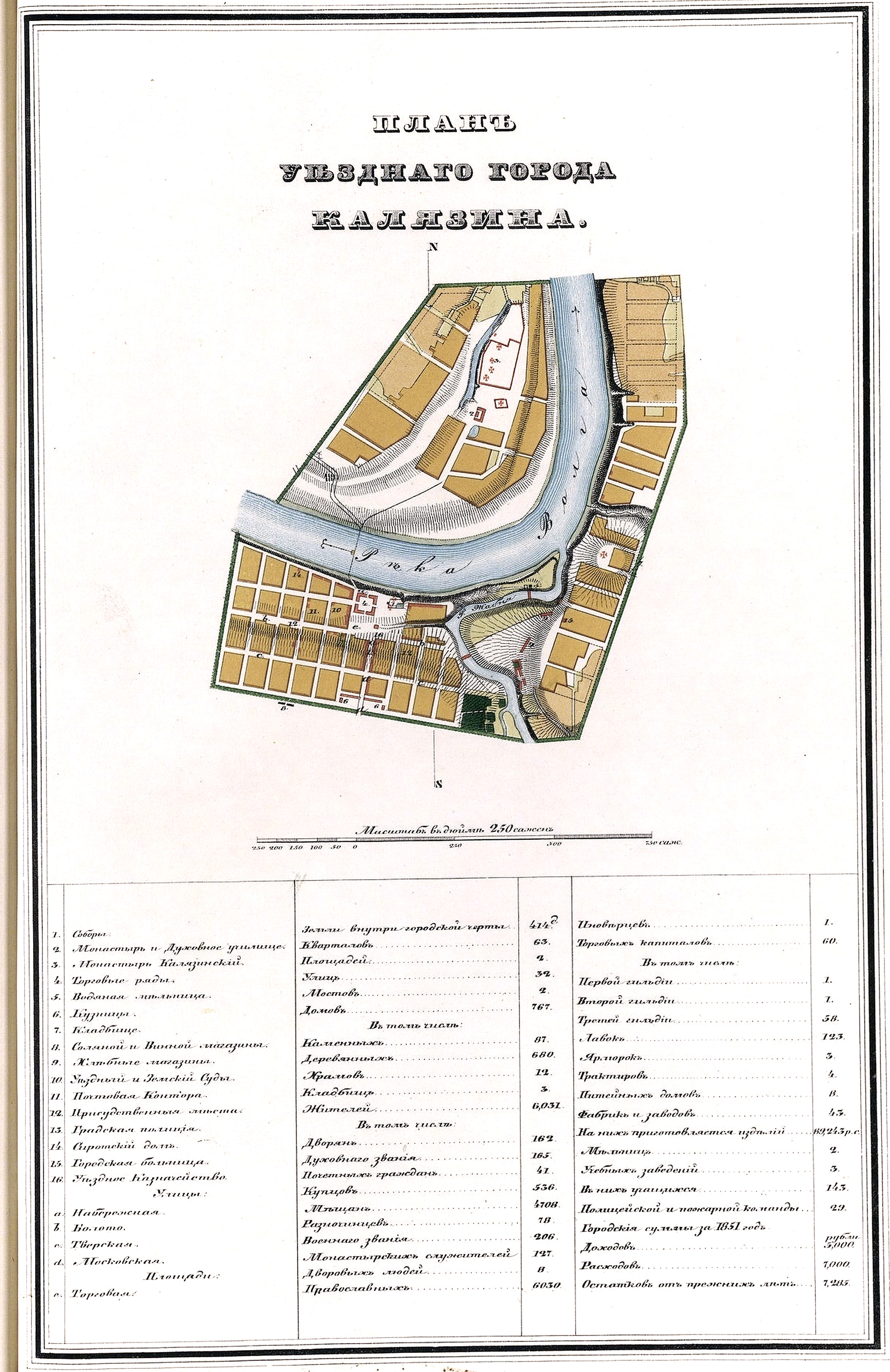
План уездного города Калязина 1855 года
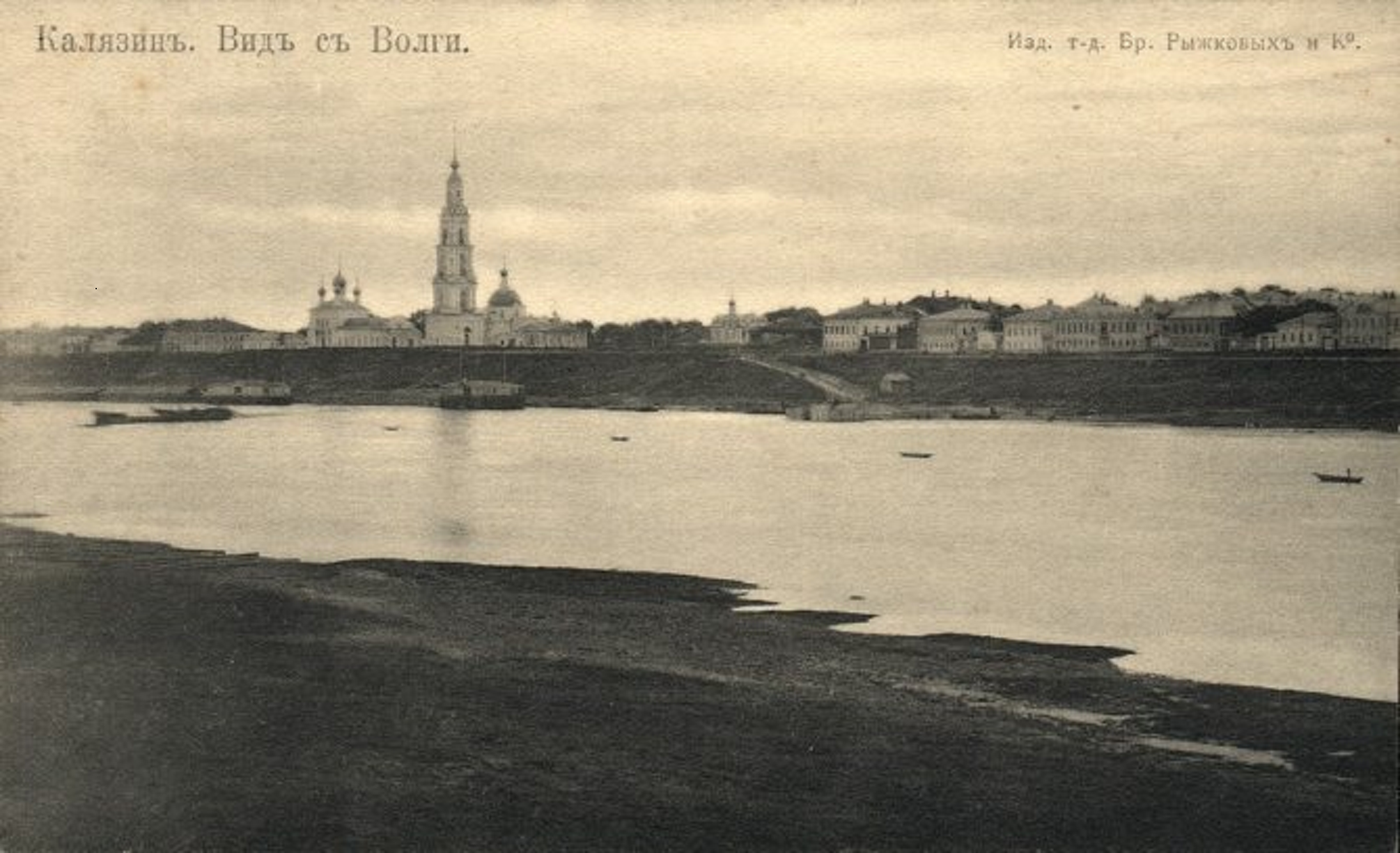
Дореволюционный Калязин. Вид с Волги
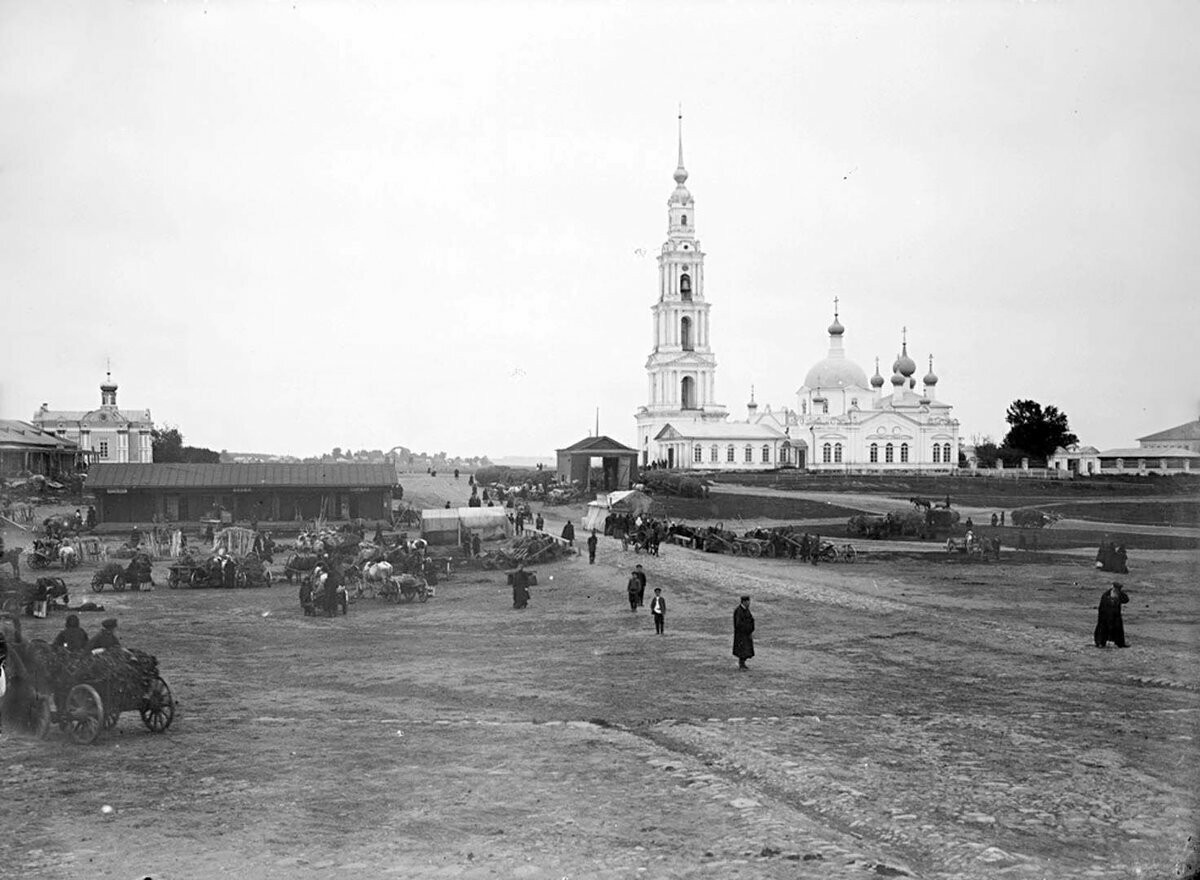
Калязин.  Николаевский собор с колокольней. 1903 год.
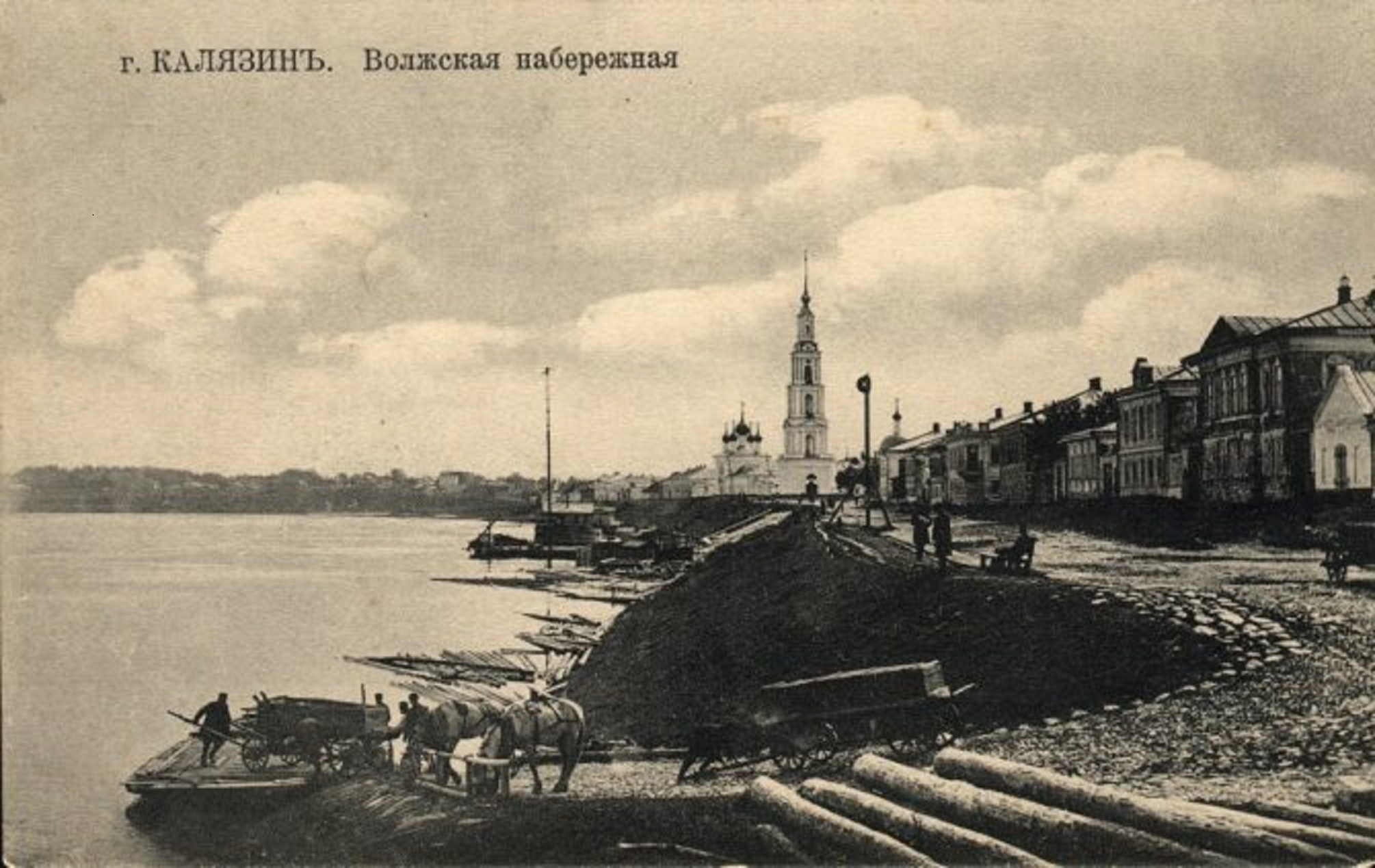
Волжская набережная. 1903 год

### После революции 1917 года
Советская власть в Калязине была установлена 27 декабря 1917 (9 января 1918) года, когда уездный съезд Советов признал Советскую власть.
В 1939—1940 годах часть территории старого города, включая все основные памятники истории и архитектуры, была затоплена при строительстве Угличской ГЭС.

## Население
| 1825    | 1833    | 1840    | 1847    | 1856    | 1859    | 1863    | 1867    | 1870    | 1885    | 1897    | 1910    |
| ------- | ------- | ------- | ------- | ------- | ------- | ------- | ------- | ------- | ------- | ------- | ------- |
| 3066    | ↗4721   | ↗6389   | ↘6059   | ↗6324   | ↗7813   | ↗7934   | ↘7630   | ↘7167   | ↗7988   | ↘5496   | ↗5650   |
| 1913    | 1917    | 1920    | 1923    | 1926    | 1931    | 1939    | 1959    | 1970    | 1979    | 1989    | 1992    |
| ↗6200   | ↘5468   | ↘4567   | ↗5061   | ↘4964   | ↗6900   | ↗10 302 | ↗11 077 | ↗11 272 | ↗13 893 | ↗15 544 | ↗15 800 |
| 1996    | 1998    | 2000    | 2001    | 2002    | 2003    | 2005    | 2006    | 2007    | 2008    | 2009    | 2010    |
| ↘15 600 | ↗15 800 | →15 800 | ↘15 700 | ↘14 820 | ↘14 800 | ↘14 400 | ↘14 300 | ↘14 100 | ↘14 000 | ↘13 893 | ↘13 867 |
| 2011    | 2012    | 2013    | 2014    | 2015    | 2016    | 2017    | 2018    | 2019    | 2020    | 2021    |         |
| ↗13 900 | ↘13 703 | ↘13 630 | ↘13 394 | ↘13 345 | ↘13 123 | ↘13 025 | ↘12 770 | ↘12 454 | ↘12 351 | ↗12 621 |         |

Список жителей Никольской слободы по переписной книге 1677 года приведён в книге священника Л. Крылова Материалы для истории церквей и монастырей г. Калязина и сёл Калязинского уезда (1908). По ревизской сказке 1782 года составлен список калязинских купеческих фамилий.
На 1 января 2025 года по численности населения город находился на 863-м месте из 1124 городов Российской Федерации.
Национальный состав
По итогам переписи населения 2020 года проживали следующие национальности (национальности менее 0,1 % и другое, см. в сноске к строке «Другие»):
| Национальность | Численность, чел. | Доля     |
| -------------- | ----------------- | -------- |
| Русские        | 11 533            | 91,38 %  |
| Армяне         | 116               | 0,92 %   |
| Украинцы       | 44                | 0,35 %   |
| Белорусы       | 20                | 0,16 %   |
| Таджики        | 19                | 0,15 %   |
| Азербайджанцы  | 19                | 0,15 %   |
| Узбеки         | 18                | 0,14 %   |
| Татары         | 15                | 0,12 %   |
| Другие         | 837               | 6,63 %   |
| Итого          | 12 621            | 100,00 % |

## Экономика
В Калязине работают: Калязинский машиностроительный завод (филиал ОАО «РСК „МиГ“»), хлебокомбинат, производство по выпуску валяной обуви, швейное предприятие, льнообрабатывающее предприятие, предприятие по выпуску уксуса и эссенции.
По состоянию на май 2010 года мобильная связь в городе была представлена следующими операторами: «Билайн», «МегаФон» (в том числе 3G), «МТС», Tele2.
В Калязине находится Калязинская радиоастрономическая обсерватория, где установлен мощный радиотелескоп РТ-64 с диаметром рефлектора 64 метра.

## Городская жизнь
Из образовательных учреждений в городе имеются четыре школы (одна из них специализированная), педагогическое училище, машиностроительный техникум и профессиональное училище. Издаются: информационно-политическая районная газета «Вперёд», газета «Вестник» администрации Калязинского района, газета объявлений и рекламы «Всё Для Вас Кашин, Калязин».
Имеется краеведческий музей в старинной Богоявленской церкви (архитектурные, керамические, скульптурные фрагменты и росписи Калязинско-Троицкого монастыря; прикладное искусство XVIII — XIX веков). До затопления старой части города он располагался на территории Макарьева монастыря.
В 2018 году на пристани, куда причаливают круизные теплоходы, открылся музей «Волгари». В экспозиции музея, разместившейся в пяти залах, представлены различные предметы, рассказывающие об истории города, особенно старой, затопленной его части, о городских промыслах и ремёслах.
В 2018 году на территории яхт-клуба возник ещё один туристический объект — улиточная ферма с дегустационным залом, которая открыта для посещения в любое время года.
В 2020 году проект калязинцев по благоустройству выиграл федеральный грант на сумму 50 миллионов рублей во Всероссийском конкурсе для малых городов и исторических поселений.

## Достопримечательности
Троицкий Макарьев монастырь (ансамбль XVI—XVII веков) и другие старые постройки оказались в зоне затопления Угличского водохранилища. Сохранились «плавающая» на небольшом островке колокольня Никольского собора (1800, первый ярус частично скрыт ниже уровня воды под слоем нанесённого грунта, сам собор был разобран перед затоплением).
Сохранился ансамбль Вознесенской церкви и купеческие дома XVIII—XIX веков.
В заречной части города сохранились также Введенская церковь и краеведческий музей в здании бывшей Богоявленской церкви.
Городская управа 1882 года постройки является памятником архитектуры регионального значения.
Вблизи города расположена Калязинская радиоастрономическая обсерватория с радиотелескопом ТНА-1500 высотой 86 метров и диаметром 64 метра (входит в top-15 крупнейших радиотелескопов мира).

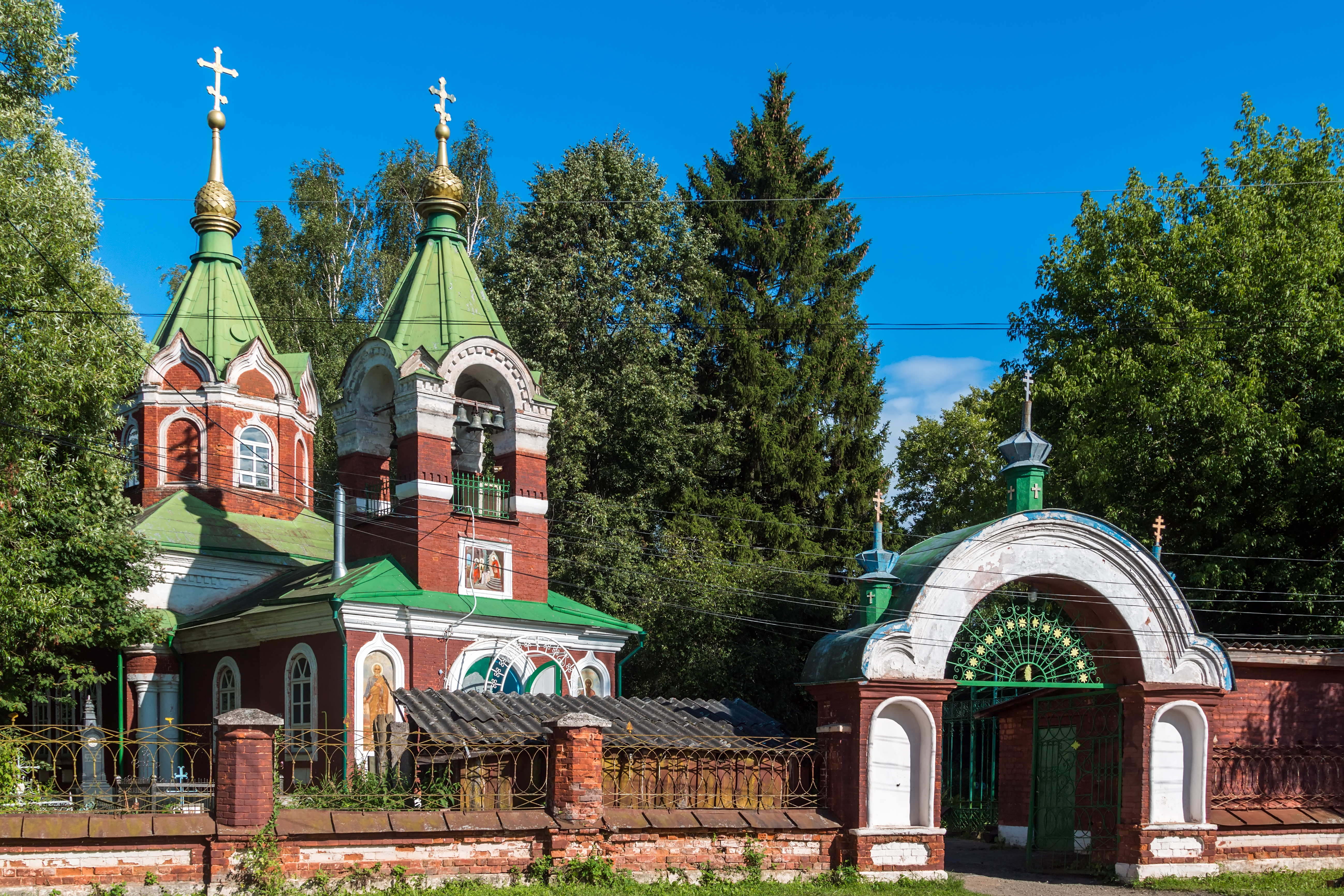
Введенская церковь
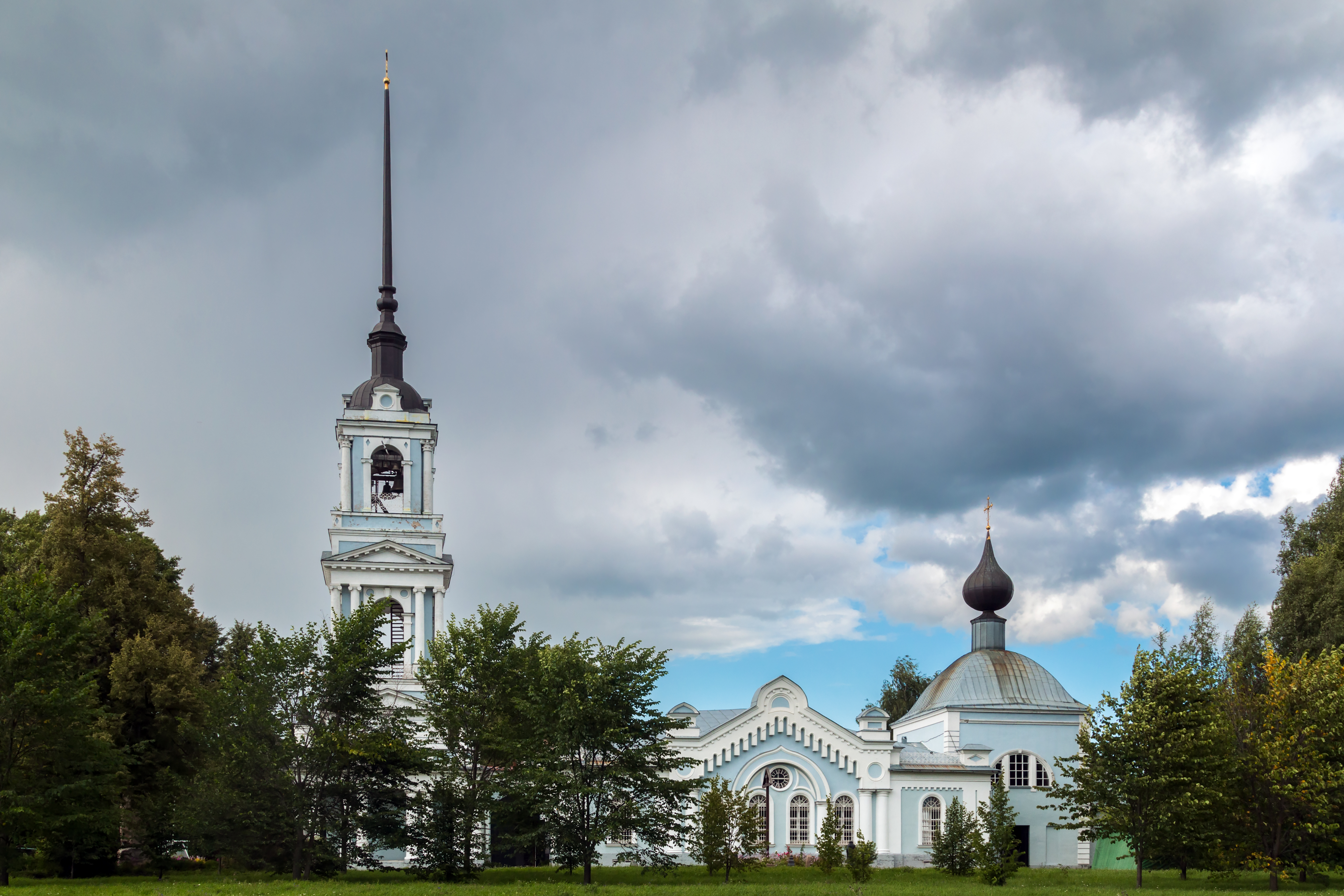
Вознесенская церковь
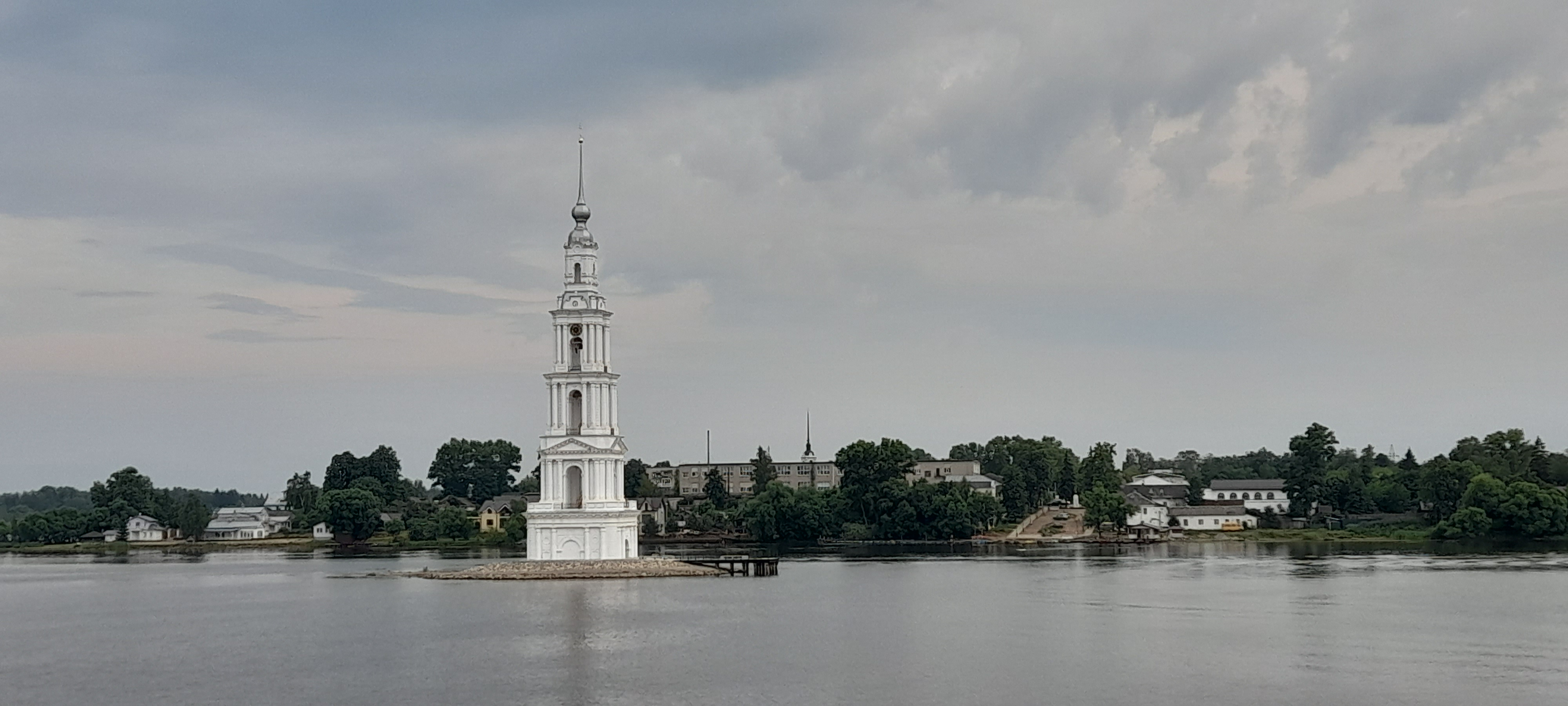
Калязинская колокольня после реконструкции
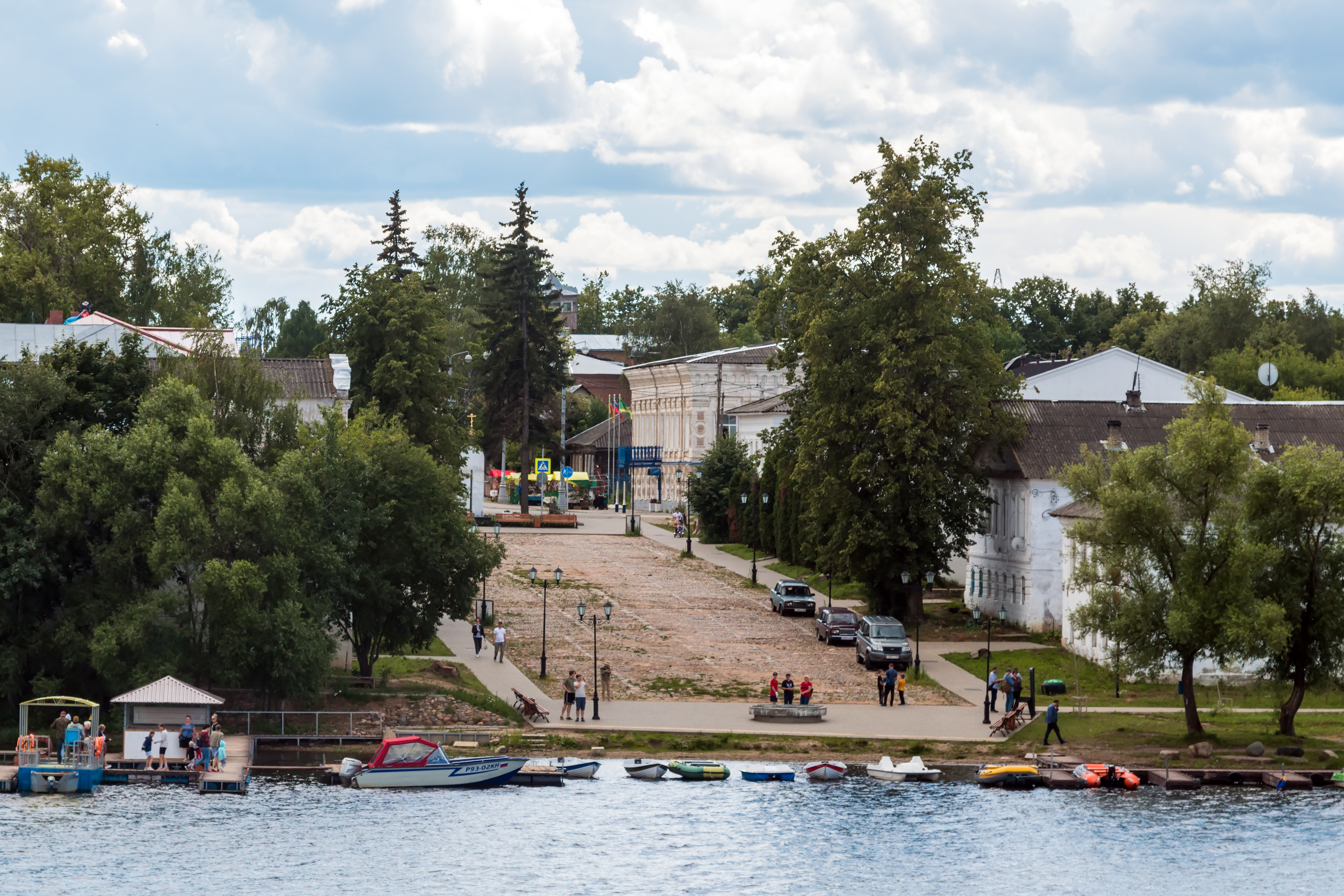
Площадь Макария Калязинского с причалом
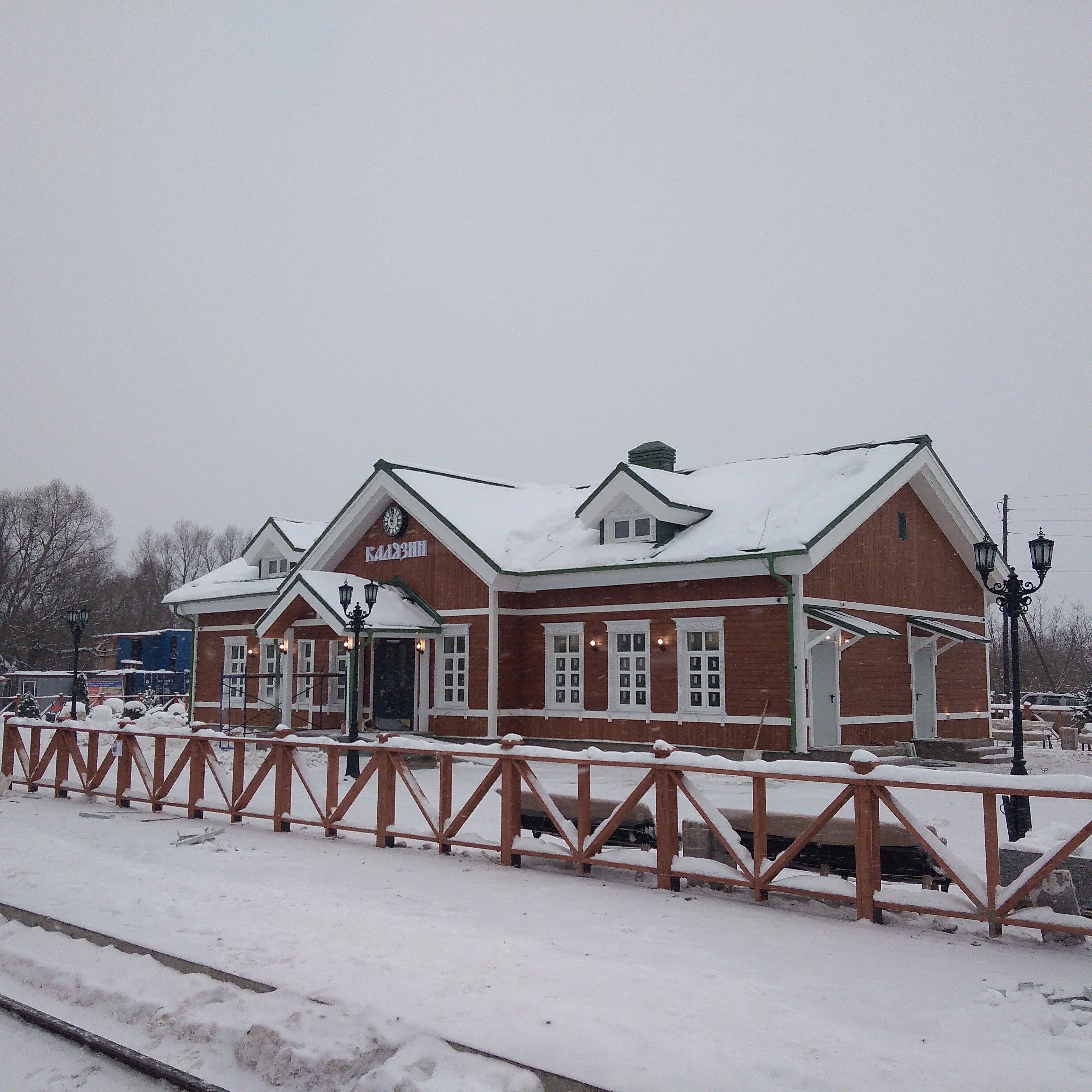
Здание железнодорожного вокзала. 2023 г.
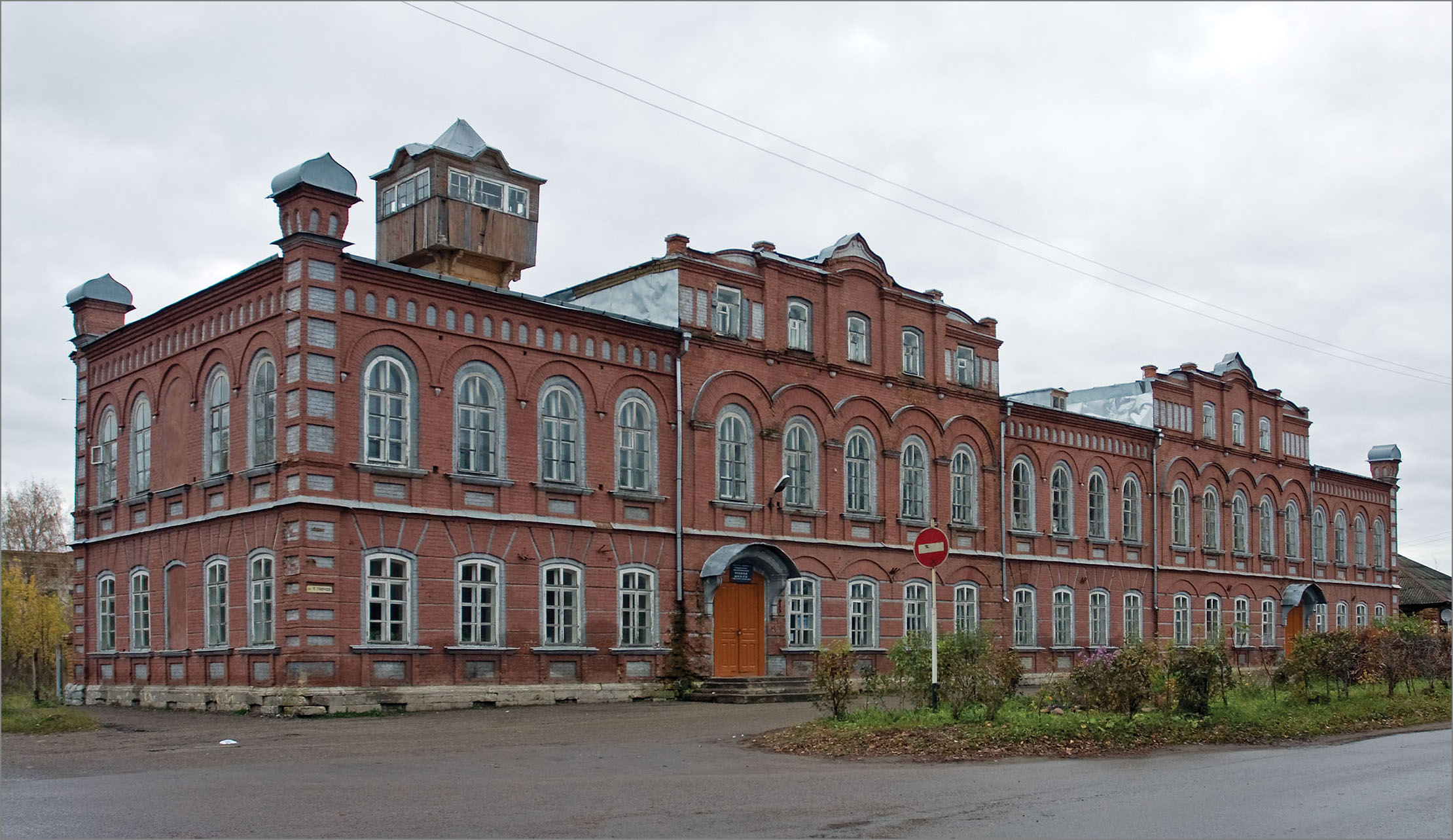
Здание управы (школа № 2)
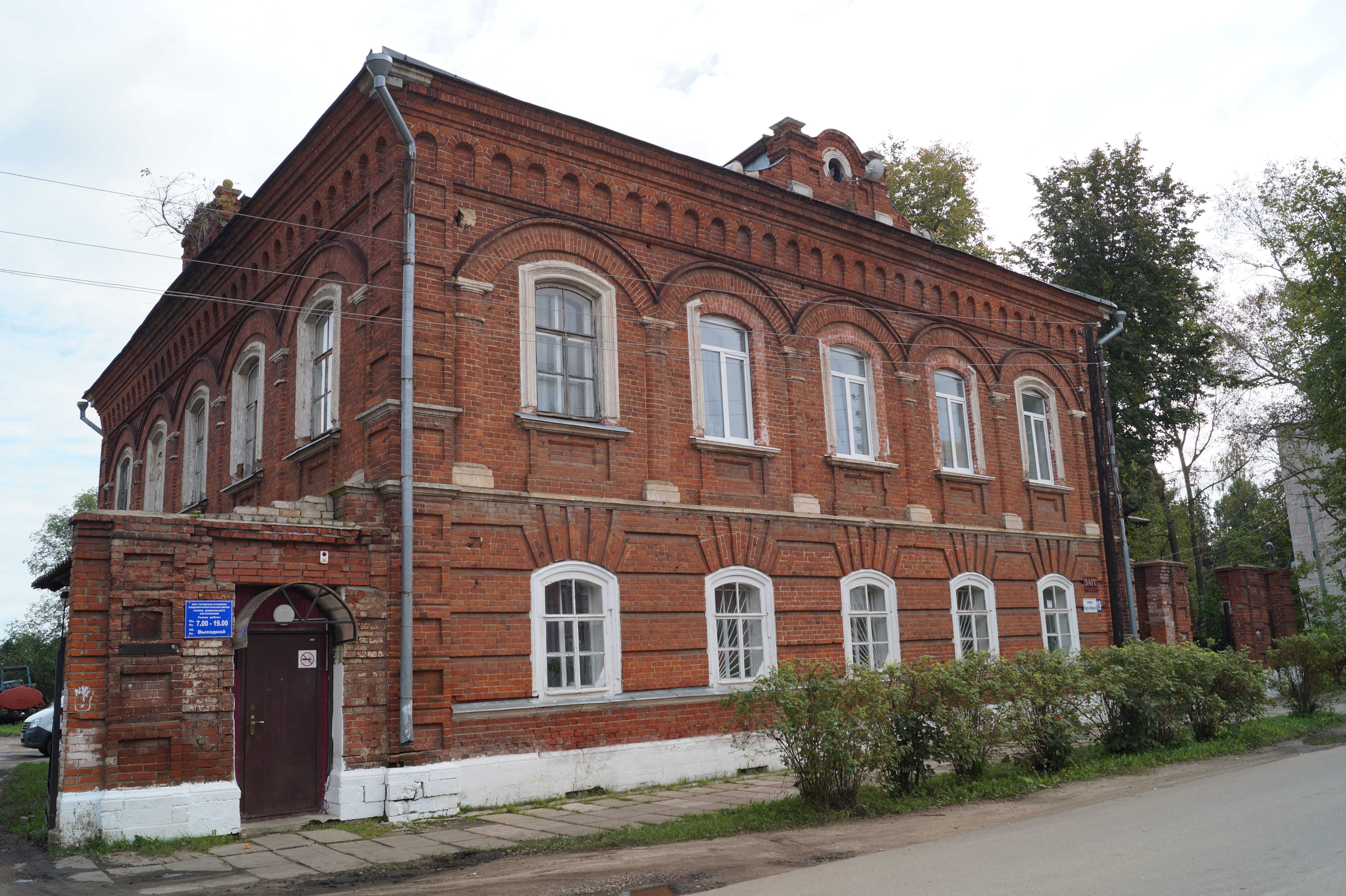
Здание гимназии
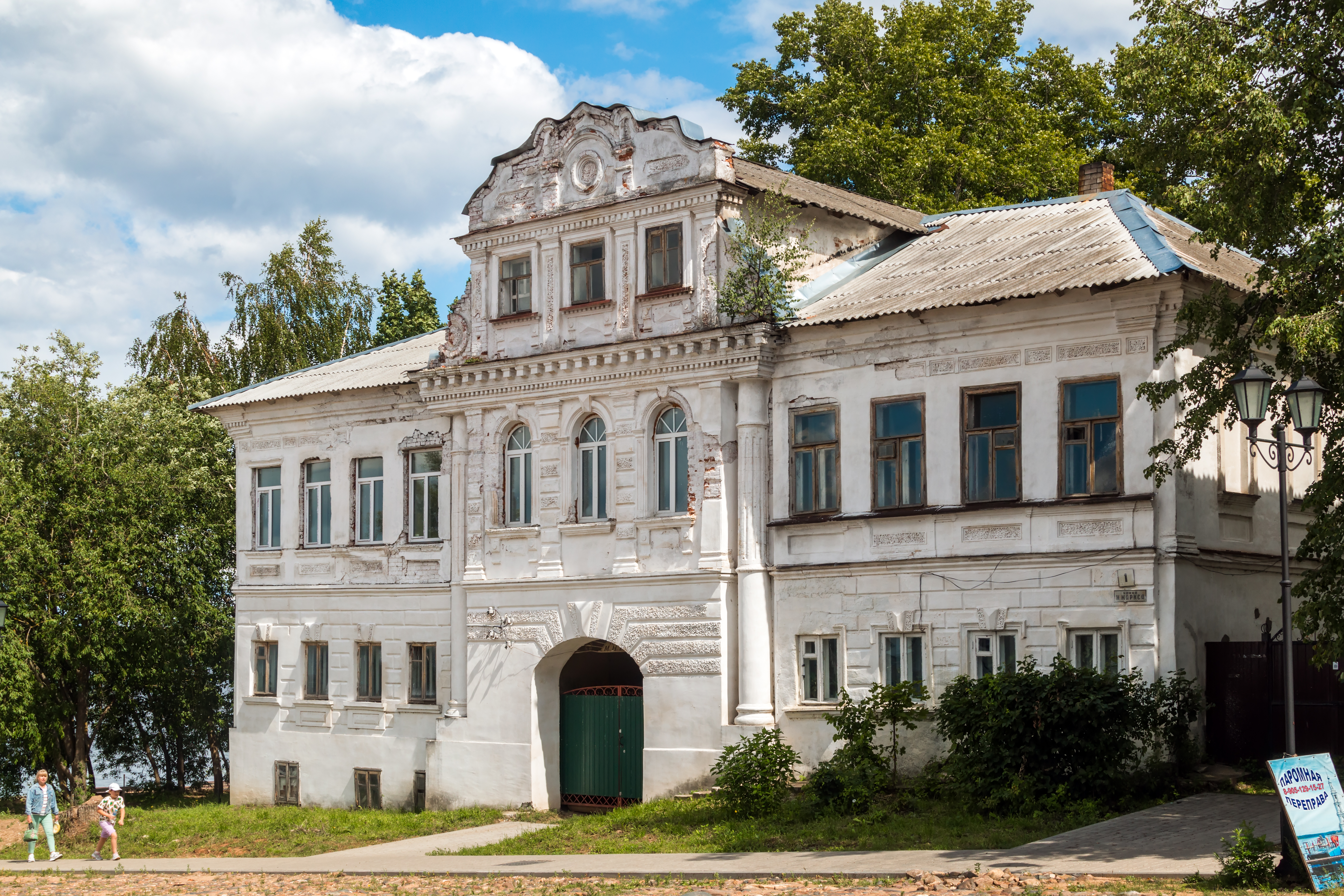
Здание на площади Макария Калязинского
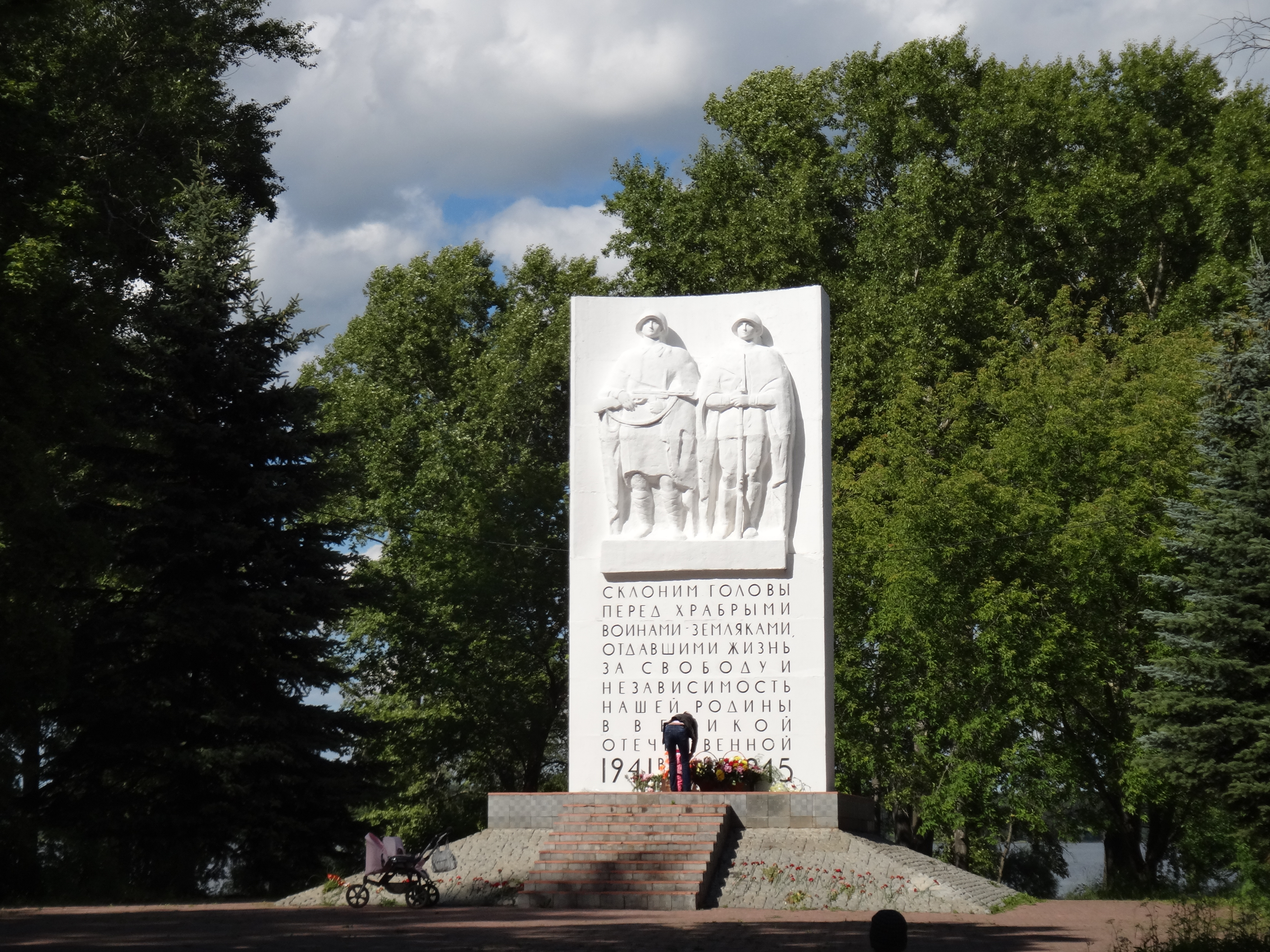
Памятник погибшим в годы Великой Отечественной войны
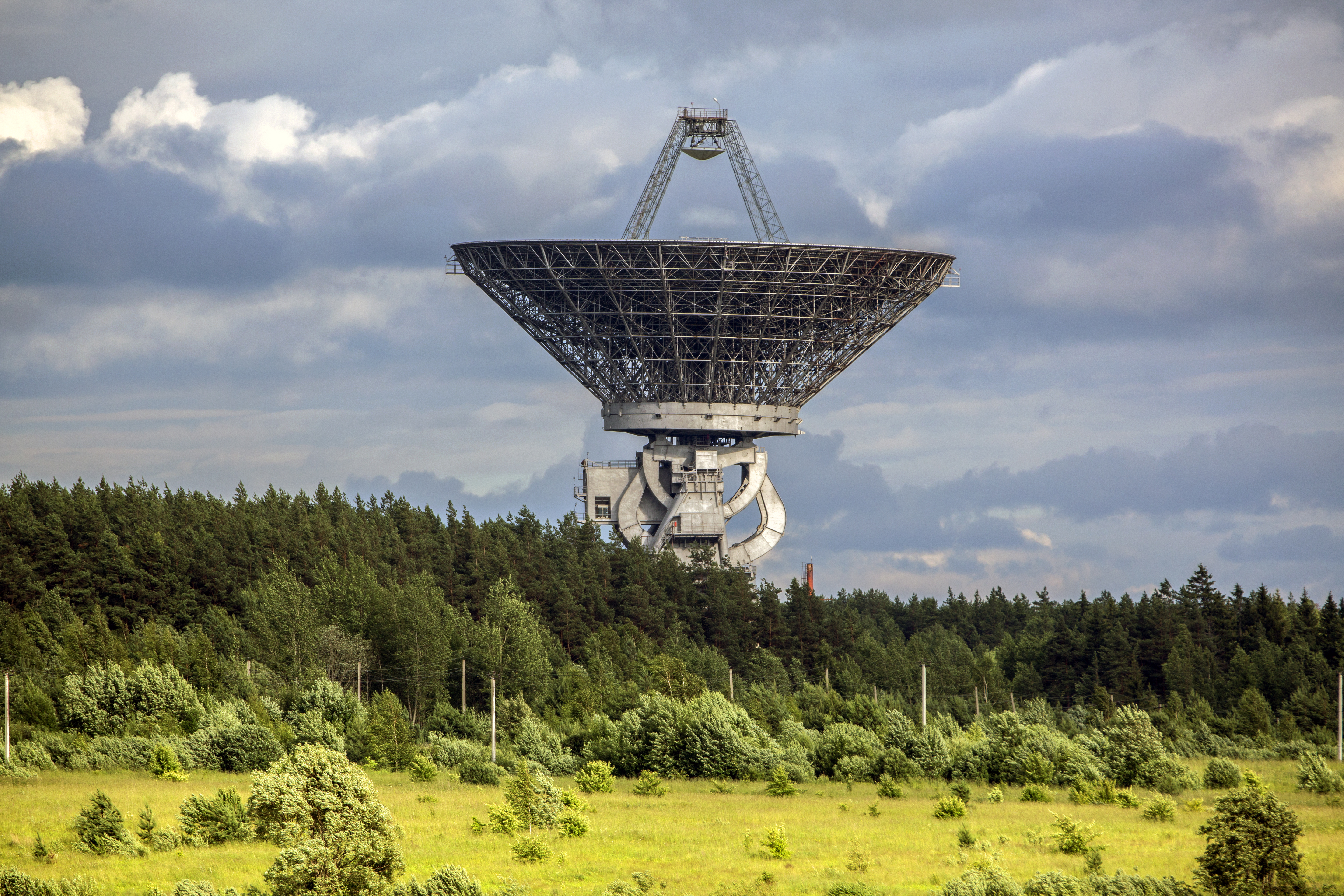
Радиотелескоп ТНА-1500 Калязинской радиоастрономической обсерватории

## Спорт
З0 мая 2008 года в Калязине проходил Международный турнир по кикбоксингу, на котором житель города Георгий Амиргулашвили завоевал титул чемпиона Европы по кикбоксингу (полный контакт) в тяжёлом весе среди профессионалов, отобрав это звание у спортсмена из Турции, действующего (до 30-го Мая) чемпиона Европы по версии ISKA Эркана Каракусака[значимость факта?].
В Калязине базируется футбольный клуб «Волна», выступающий в 3-й лиге Тверской области.

## Происшествия
19 ноября 2001 года в 21:19 по московскому времени в 15 км к юго-востоку от Калязина у деревни Захаровка потерпел катастрофу самолёт Ил-18, выполнявший чартерный рейс по маршруту Хатанга — Москва. В результате катастрофы погибли 7 членов экипажа и 18 пассажиров.

## Города-побратимы
- Слонимский район ( Беларусь)[56]